# Rubus tygartensis
Rubus tygartensis är en rosväxtart som beskrevs av H. A. och T. Davis. Rubus tygartensis ingår i släktet rubusar, och familjen rosväxter. Inga underarter finns listade i Catalogue of Life.